# Grive fauve
Catharus fuscescens
Espèce
Statut de conservation UICN

 LC  : Préoccupation mineure

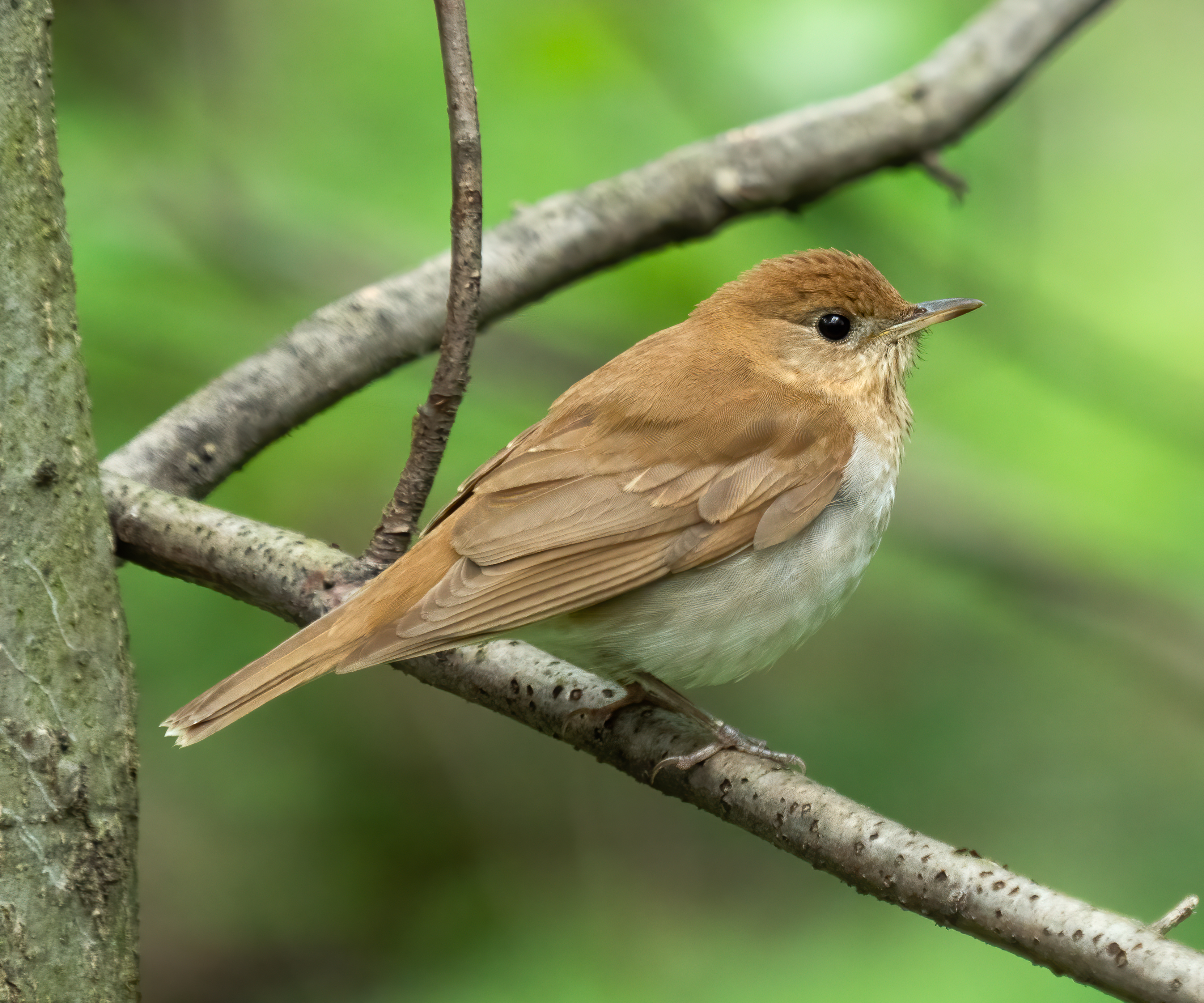
Une grive fauve à Central Park, New York. Mai 2021.

La Grive fauve (Catharus fuscescens) est une espèce de passereau appartenant à la famille des Turdidae.

## Sous-espèces
D'après Alan P. Peterson, cette espèce est constituée des sous-espèces suivantes :
- Catharus fuscescens fulginosus  (Howe) 1900
- Catharus fuscescens fuscescens  (Stephens) 1817
- Catharus fuscescens salicicola  (Ridgway) 1882
- Catharus fuscescens subpallidus  (Burleigh & Duvall) 1959